# اللعنة الثالثة: التضحية بالدم
اللعنة الثالثة: التضحية بالدم (بالإنجليزية:Curse III: Blood Sacrifice) فيلم رعب من تأليف وإخراج شون بارتون عام 1991. على الرغم من صدور الفلم باسم اللعنة الثالثة ، إلا أنه لا توجد اي صلة بينه وبين فلمي اللعنة الذي صدر عام 1987 وفيلم اللعنة 2 العضة الذي صدر عام 1989 بل هو تكملة بالاسم فقط.